# Thomas Hellriegel
Thomas Hellriegel (Büchenau, 14 de enero de 1971) es un deportista alemán que compitió en triatlón.
Ganó una medalla de plata en el Campeonato Europeo de Triatlón de 1993 y una medalla de plata en el Campeonato Europeo de Triatlón de Media Distancia de 1992. Además, obtuvo cuatro medallas en el Campeonato Mundial de Ironman entre los años 1995 y 2001.

## Palmarés internacional
| Campeonato Europeo | Campeonato Europeo      | Campeonato Europeo | Campeonato Europeo |
| Año                | Lugar                   | Medalla            | Prueba             |
| ------------------ | ----------------------- | ------------------ | ------------------ |
| 1993               | Echternach (Luxemburgo) | Medalla de plata   | Individual         |

| Campeonato Europeo | Campeonato Europeo   | Campeonato Europeo | Campeonato Europeo |
| Año                | Lugar                | Medalla            | Prueba             |
| ------------------ | -------------------- | ------------------ | ------------------ |
| 1992               | Joroinen (Finlandia) | Medalla de plata   | Individual         |

| Campeonato Mundial | Campeonato Mundial     | Campeonato Mundial | Campeonato Mundial |
| Año                | Lugar                  | Medalla            | Prueba             |
| ------------------ | ---------------------- | ------------------ | ------------------ |
| 1995               | Hawái (Estados Unidos) | Medalla de plata   | Individual         |
| 1996               | Hawái (Estados Unidos) | Medalla de plata   | Individual         |
| 1997               | Hawái (Estados Unidos) | Medalla de oro     | Individual         |
| 2001               | Hawái (Estados Unidos) | Medalla de bronce  | Individual         |